# Zweedse parlementsverkiezingen 1994

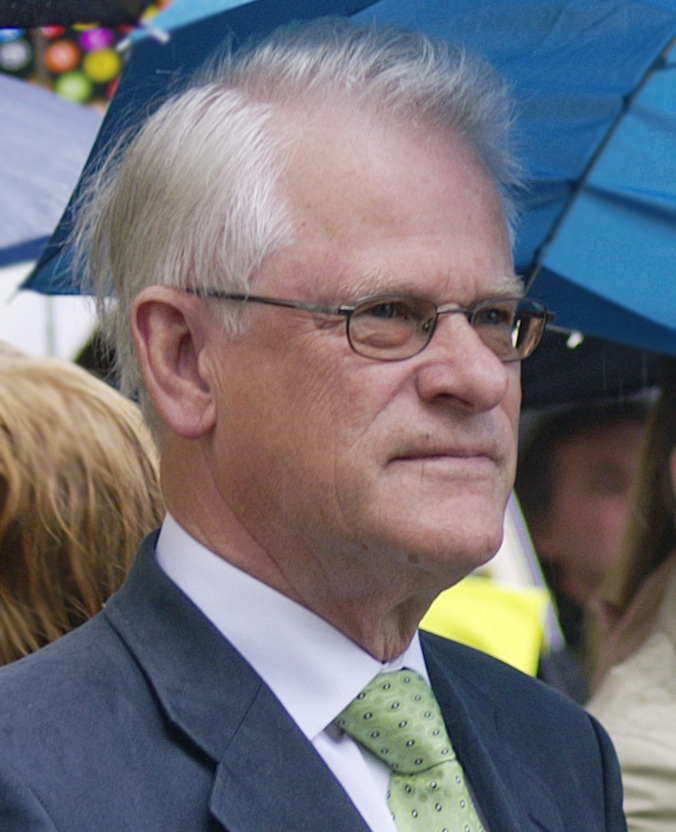
Voormalig premier (1986-1991; 1994-1996)
Ingvar Carlsson (S) in 2006.

Resultaten per kiesdistrict, volgens belang (gewicht) van elk district. Elk kiesdistrict heeft de kleur van die partij die in het desbetreffende kiesdistrict het grootste aantal stemmen heeft gehaald.

Op 20 september 1994 wordt in Zweden een nieuw parlement verkozen met de Zweedse parlementsverkiezingen 1994. De verkiezingen worden gewonnen door de linkse partijen – de sociaaldemocraten en de voormalige communisten. Ingvar Carlsson kan aantreden als eerste minister van een sociaaldemocratisch kabinet, gesteund door andere linkse partijen. Carlsson was eerder tussen 1986 en 1991 al premier van Zweden. De uittredende centrumrechtse coalitie verliest de verkiezingen. Met uitzondering van de partij van eerste minister Carl Bildt, de Moderata samlingspartiet (M), verliezen alle coalitiepartners stemmen. De groenen – die in 1991 hun parlementaire vertegenwoordiging verloren – keren terug in de Rijksdag. De populistische Ny Demokrati (NyD), nog de grote winnaar in 1991, verliest alle parlementszetels.

## Campagne
Omstreeks het midden van de jaren 1990 beheerst de toetreding tot de Europese Unie het Zweedse politieke leven. De links-socialistische Vänsterpartiet en de groene Miljöpartiet (MP) tonen zich sterke opponenten van een lidmaatschap van de EU. Een aantal partijen zijn erg verdeeld over de kwestie. De Centerpartiet is verscheurd tussen de groene vleugel, die tegen EU-lidmaatschap is, en de landbouwvleugel die zich pro-EU opstelt. Ook de christendemocraten hebben het moeilijk om zich voor of tegen uit te spreken. De heikele kwestie wordt uit de verkiezingscampagne geëvacueerd door het organiseren van een referendum op 13 november, enkele maanden na de verkiezingen. Uit de uitslag zal blijken dat ook de sociaaldemocratische aanhang verdeeld is (ongeveer de helft voor, de helft tegen EU-lidmaatschap).
De campagne wordt veeleer beheerst door de economische problematiek: de stijgende nationale schuld, het begrotingstekort en de hoge werkloosheid. Premier Bildt en zijn conservatieve Moderaterna staan zoals steeds een economisch-liberale politiek, met privatiseringen, inkrimping van de publieke sector en dergelijke meer, voor. De recessie en de stijgende werkloosheid zijn echter koren op de molen van de Socialdemokraterna die volgens de peilingen een comfortabele overwinning tegemoet gaan – hetgeen de campagne weinig spannend maakt. Ook de tot voor enkele jaren nog communistisch geïnspireerde Vänsterpartiet haalt uit naar de besparingen en probeert zo vooral kiezers werkzaam in de publieke sector aan te trekken.
Na de verkiezingen van 1991 komt centrumrechts aan de macht in Zweden. In de regering-Bildt zijn de Moderaterna de grootste. Ook de liberale Folkpartiet (FP), de Centerpartiet en de christendemocratische KDS vervoegen de coalitie. De Folkpartiet staat voor een dilemma: kiezen voor het economisch liberalisme van de Moderaterna of terugkeren naar het sociaalliberalisme dat traditioneel met de partij wordt geassocieerd. De partij is ook onzeker over verdere samenwerking op centrumrechts en houdt de deur voor samenwerking met de sociaaldemocraten op een kier. De Centerpartiet is de grote successen van de jaren 1970 al lang voorbij. De partij mist een ideologie en is verdeeld tussen een agrarische vleugel en een groene vleugel. Die verdeeldheid uit zich onder meer in het debat omtrent EU-lidmaatschap. Drie maanden voor de verkiezingen neemt partijleider Olof Johansson nog ontslag. De christendemocraten, als derde coalitiepartner, nemen in 1991 voor het eerst deel aan een regering. Ze kunnen een aantal punten uit het programma, zoals voordelen voor thuisblijvende ouders, valoriseren.
Na in 1991 uit het parlement te zijn verwijderd moet de Miljöpartiet de Gröna (MP) drie jaar lang van buiten het parlement oppositie gaan voeren. De partij spreekt zich negatief uit ten opzichte van de Europese Unie en tracht zo aanhang te winnen. Ondertussen wijken de groenen ook af van hun eerdere verklaringen boven de links-rechtstegenstelling in het politieke spectrum te staan. De MP wendt zich tot links, spreekt zich openlijk uit voor een linkse regering en steunt Ingvar Carlsson als kandidaat-premier.
Ny Demokrati (NyD) – het verrassende succesverhaal van de verkiezingen van 1991 – is tussen 1991 en 1994 ten prooi gevallen aan interne twisten, onder meer over wie partijleider dient te worden. De partij ziet heel wat leden vertrekken, niet in het minst haar oprichters Ian Wachtmeister en Bert Karlsson.

## Resultaten
Links mag de verkiezingsoverwinning claimen. De Socialdemokraterna komen weer uit boven de 40%-drempel en de Vänsterpartiet haalt haar beste resultaat sinds 1948. De groenen halen 5%, overschrijden de kiesdrempel van 4% en komen terug in het parlement.
Ondanks het relatieve succes van de Moderata samlingspartiet, is de uittredende centrumrechtse regering de verliezer in 1994. De winst van de linkse partijen gaat ten koste van de centrumpartijen. De liberale FP staat nu op 7%, slechts de helft van tien jaar eerder. De Centerpartiet scoort een magere 7,7% en kan de dalende trend niet keren. De christendemocraten komen maar net boven de kiesdrempel uit met hun 4,1% van de stemmen.
De Ny Demokrati, gebukt onder interne strijd, valt terug op 1,2%, ver beneden de voor parlementzetels vereiste 4%.
| Partij                                  | Partijleider                          | Stemmen   | %       | ± %     | Zetels | ± Zetels |
| --------------------------------------- | ------------------------------------- | --------- | ------- | ------- | ------ | -------- |
| Socialdemokraterna (S)                  | Ingvar Carlsson                       | 2 513 905 | 45,25   | ▲7,54   | 161    | ▲23      |
| Moderaterna (M)                         | Carl Bildt                            | 1 243 253 | 22,38   | ▲0,46   | 80     | —        |
| Centerpartiet (C)                       | Olof Johansson                        | 425 153   | 7,65    | ▼0,85   | 27     | ▼4       |
| Folkpartiet (FP)                        | Bengt Westerberg                      | 399 556   | 7,19    | ▼1,93   | 26     | ▼7       |
| Vänsterpartiet (V)                      | Gudrun Schyman                        | 342 988   | 6,16    | ▲1,65   | 22     | ▲6       |
| Miljöpartiet (MP)                       | Marianne Samuelsson en Birger Schlaug | 279 042   | 5,02    | ▲1,64   | 18     | ▲18      |
| Kristdemokratiska samhällspartiet (KDS) | Alf Svensson                          | 225 974   | 4,07    | ▼3,07   | 15     | ▼12      |
| Ny Demokrati (NyD)                      | Vivianne Franzén                      | 68 663    | 1,24    | ▼5,49   | 0      | ▼24      |
| Overige partijen                        | —                                     | 57 006    | 1,03    | —       | 0      | —        |
| Geldige stemmen                         | —                                     | 5 555 540 | 100     | —       | —      | —        |
| Ongeldige stemmen                       | —                                     | 84 853    | —       | —       | —      | —        |
| Totaal                                  | Totaal                                | 5 640 393 | (86,82) | ▲(0,12) | 349    | —        |

1911 · 1914 · 1917 · 1920 · 1921 · 1924 · 1928 · 1932 · 1936 · 1940 · 1944 · 1948 · 1952 · 1956 · 1958 · 1960 · 1964 · 1968 · 1970 · 1973 · 1976 · 1979 · 1982 · 1985 · 1988 · 1991 · 1994 · 1998 · 2002 · 2006 · 2010 · 2014 · 2018 · 2022